# Ljusnans pastorat
Ljusnans pastorat, är ett pastorat inom Svenska kyrkan i Hälsinglands norra kontrakt av Uppsala stift. 
Pastoratet, med pastoratskod 011502, ligger i Ljusdals kommun och omfattar från dess bildande 2017 samtliga församlingar i kommunen.
- Ljusdal-Ramsjö församling
- Los-Hamra församling
- Färila-Kårböle församling
- Järvsö församling